# Zweihänder
Săbiile Zweihänder (în germană, tradus: de două mâini) cu două tăișuri, drepte, având mâner cu măciulie, lungime de până la 180 cm, greutate de 2–3,5 kg, au fost folosite în primele decenii ale secolului al XVI-lea, începând de pe vremea împăratului romano-german Maximilian I, și în timpul războaielor italiene 1494–1559.